# Ahmed Shah Durrani
Ahmed Shah, Ahmed Shah Durrani, född omkring 1724 i Herat, död 1772 i Kandahar, var grundare av den kungliga Durranidynastin i Afghanistan.
Ahmed Shah var son till Seman Khan och tillhörde abdalistammen. Han upptogs i den persiske shahen Nadirs livvakt och begav sig efter dennes mord 1747 tillbaka till Afghanistan. Han kröntes till kung av Afghanistan vid en ceremoni i Kandahar i oktober 1747. Han kallade sig då Durr Duran (”tidens pärla”) och bytte namnet på sin klan till Durrani. Även afghanerna benämndes sedan "duraner". I egenskap av afghansk kung lade sig Ahmed Shah så lite som möjligt i de enskilda klanernas förehavanden, men höll däremot sin egen armé ständigt upptagen med utrikes erövringar.
Genom en rad av lyckosamma strider och erövringar bildade Ahmed på den korta tiden av fem år (1748–1752) ett stort rike alltifrån Khorasans västliga gräns till Sirhind samt från Oxus till Persiska viken och Arabiska sjön.
Ahmed Shah gick över Indus 1748, och 1756 och åter 1760 plundrade han Delhi.
Maratherna tog 1758 Punjab ifrån Ahmed Shah, men detta ledde till en av de värsta katastroferna i Marathernas historia: Slaget vid Panipat 6 januari 1761, där den marathiska armén blev fullständigt tillintetgjord. Sedan sonen Timur Shah därefter övertagit rikets försvar, ägnade sig Ahmed åt dess inre förvaltning intill sin död. Han var även skald.
Ahmed Shah Durrani betraktas som det moderna Afghanistans grundare och i Afghanistan kallas han ofta Ahmad Shah Baba ("Far").

### Fotnoter
1. ↑  ”Biography of Ahmad Shah Durrani”. Afghanistan Online. Arkiverad från originalet den 17 december 2022. https://web.archive.org/web/20221217050220/https://www.afghan-web.com/biographies/biography-of-ahmad-shah-durrani/. Läst 21 februari 2020.